# Orchestra „Barbu Lăutaru” a Filarmonicii de Stat „George Enescu”

Orchestra „Barbu Lăutaru” dirijată Nicu Stănescu

Orchestra „Barbu Lăutaru” a fost prima orchestră de stat de muzică populară din București, înființată oficial pe 1 aprilie 1949. 

## Istoric
Prima încercare de formare a unui mare ansamblu datează din anul 1940. A fost o perioadă grea pentru toți țiganii din România, trimiși cu forța în Transnistria. Din dorința salvării de la moarte, Petrică Moțoi a alcătuit un ansamblu de 70 de instrumentiști țigani pe lângă Marele Stat Major și, împreună cu o altă formație condusă de Victor Predescu, au susținut o suită de concerte de mare răsunet.

Concertul de aniversare a 40 de ani de activitate artistică ai lui Grigoraș Dinicu

Din această inițiativă plină de succes a lui Petrică Moțoi s-a născut în 1945 orchestra „Doina Românească”, cu debutul la Sala Dalles din București la 4 februarie 1945, în scopul ajutorării instrumentiștilor șomeri.
În zilele de 25 martie și 25 mai 1945, în aceeași Sală Dalles, tânăra formație artistică a lăutarilor bucureșteni a devenit realitate, tiumfând de fapt o idee care timp de peste un deceniu (după moartea fondatorului orchestrei) a marcat forța artei populare românești. 
În 1946, dirijorul Victor Predescu, fiind ales președinte al Sindicatului Artiștilor Instrumentiști și având în jurul său pe toți lăutarii Capitalei, a pus bazele Orchestrei de concerte „Barbu Lăutaru”, cooptând toți instrumentiști din fosta orchestră „Doina Românească”. Noul ansamblu, strunit de Victor Predescu, s-a afirmat repede în viața artistică a capitalei, stimulând și alte inițiative de același tip.
Astfel, la 1 aprilie 1949, orchestra a fost transferată de la Sindicatul Artiștilor Instrumentiști, al cărui secretar era naistul Fănică Luca, la Institutul de Folclor, de către folcloristul Harry Brauner, marcând fondarea ei oficială. Printre membrii fondatori se numără și dirijorul și violonistul Ion Luca-Bănățeanu, cel care reformat-o din punct de vedere al componenței și care i-a ales și denumirea de Barbu Lăutaru în anul 1951. Această orchestră se dorea o formație lăutărească de nivel național, dar și un ansamblu reprezentativ de export internațional al artei populare.
Din cauza oscilațiilor între Institutul de Folclor și Sindicatul Artiștilor Instrumentiști, Victor Predescu renunță în cele din urmă la Orchestra „Barbu Lăutaru”.
În 1953, orchestra a fost transferată de la Institutul de Folclor la Filarmonica din București. Cea din urmă instituție poartă numele lui George Enescu începând cu anul 1955, în care compozitorul a murit.
La conducerea muzicală a orchestrei s-au perindat din 1946 până în 1970: Victor Predescu, Nicu Stănescu, Ion Luca-Bănățeanu, Ionel Budișteanu, Zisu Georgescu și Florian Economu, iar printre colaboratori s-a numărat violonistul și dirijorul Ionel Banu. Activitatea cea mai îndelungată și fructuoasă în această orchestră au avut-o dirijorii Nicu Stănescu și Ionel Budișteanu. Timp de două decenii, Orchestra „Barbu Lăutaru” a marcat apogeul lăutarilor, grupați într-o instituție de stat.

## Membri notabili
În decursul celor 21 de ani, în cadrul orchestrei, au activat interpreți și instrumentiști precum: 
- vocaliști: Maria Lătărețu, Aurelia Fătu-Răduțu, Emil Gavriș, Angela Moldovan, Ion Cristoreanu, Dan Moisescu, Ana Balaci, Vlad Dionisie, Benone Sinulescu, Ana Ispas, Minodora Nemeș
- violoniști: Ionel Budișteanu, Tudor Pană, Efta Botoca, Zisu Georgescu, Ștefan Bibescu, Mihai Bolozan, Mihai Lătărețu
- naiști: Fănică Luca, Damian Luca, Alexandru Gănescu-Boiță, Damian Cârlănaru
- acordeoniști: Nicolae Crăciunescu
- țambaliști: Mitică Ciuciu, Mihai Ion Schină, Iancu Fieraru, Gheorghe Pandele, Andrei Pavel
- cobzari: Ion Zlotea, Ion Păturică
- clarinetiști: Iliuță Rudăreanu, Alexandru Sandu
- trompetist: Costache Florea
- taragotiști: Iosif Milu, Luță Ioviță, Ion Luță Ioviță, Haralamb Ioviță
- fluierași: Constantin Urlățeanu, Ion Vădeanu, Ion Văduva
- basist: Gheorghe Voicu

## Dirijori
- 1946-1949 – Victor Predescu
- 1949-1953 – Ion Luca-Bănățeanu
- 1949-1970 – Nicu Stănescu
- 1950-1970 – Ionel Budișteanu
- 1962[4]-1970 – Florian Economu
- ?-1970 – Zisu Georgescu